# Ridgecrest (Luisiana)
Ridgecrest es un pueblo ubicado en la parroquia de Concordia en el estado estadounidense de Luisiana. En el Censo de 2010 tenía una población de 694 habitantes y una densidad poblacional de 623,15 personas por km².

## Geografía
Ridgecrest se encuentra ubicado en las coordenadas 31°36′7″N 91°31′50″O / 31.60194, -91.53056. Según la Oficina del Censo de los Estados Unidos, Ridgecrest tiene una superficie total de 1.11 km², de la cual 1.11 km² corresponden a tierra firme y (0%) 0 km² es agua.

## Demografía
Según el censo de 2010, había 694 personas residiendo en Ridgecrest. La densidad de población era de 623,15 hab./km². De los 694 habitantes, Ridgecrest estaba compuesto por el 69.02% blancos, el 29.54% eran afroamericanos, el 0.43% eran amerindios, el 0% eran asiáticos, el 0% eran isleños del Pacífico, el 0.14% eran de otras razas y el 0.86% pertenecían a dos o más razas. Del total de la población el 1.44% eran hispanos o latinos de cualquier raza.